# Petr Pištělka
Petr Pištělka (14. července 1887 Švábenice – 22. července 1963 Švábenice), byl český akademický malíř, grafik, ilustrátor a legionář.

## Život
Petr Pištělka se narodil 14. července 1887 ve Švábenicích, obci na jižní Moravě. Jeho otec Petr Pištělka byl krejčím. Již od raného dětství rád a nejlépe ze všech dětí kreslil. V jeho zálibě jej podporovala matka. Po absolvování obecné školy se šel učit malířem pokojů a divadelních dekorací do Přerova. V roce 1906 dostal výuční list a školu opustil. Již v mládí se rozhodl, že bude malířem. Tak se i stalo. V roce 1908 složil zkoušku na pražskou malířskou akademii a byl přijat. Studia započal ve všeobecné škole Akademie umění u prof. Vlaho Bukovce. V roce 1909 nastoupil do speciální školy prof. Hanuše Schwaigra. Jeho oblíbený profesor H. Schwaiger v roce 1912 umírá a Pištělka nastoupil na zbývající dva semestry u prof. Maxmiliana Pirnera. V roce 1913 úspěšně absolvoval a odjíždí na dva týdny do Paříže. V roce 1914 podnikl díky obdrženému Hlávkovu stipendiu další studijní cestu tentokrát do Itálie.
Z Itálie se vrátil domů a záhy se dobrovolně přihlásil k 8. pěšímu pluku do Brna. V Evropě zuří první světová válka. Koncem roku 1915 odjel se svojí „marškou“ na východní frontu do Vladimíru Voliňského. V červnu 1916 však utekl do ruského zajetí. V zajateckém táboře strávil více než rok. Pracoval ve vsi Natáliino v Poltavské gubernii. V srpnu 1917 se Pištělka v Žytomyru přihlásil do československých legií. V polovině srpna 1918 je odvelen do Jekatěrinburgu, kde sídlil osvětový odbor Národní rady. Zde se nacházelo i malířské oddělení, kde Pištělka záhy našel uplatnění. Podílel se na vydání Bezručových Slezských písní společně s litografem Koudelkou. Kniha měla mezi vojáky velký ohlas a brzy po tomto úspěchu se Pištělka podílel na přípravě Epigramů Karla Havlíčka Borovského. V červenci roku 1919 byl Pištělka s dalšími umělci vyslán na studijní cestu do Japonska, Číny a Indie. Koncem roku 1920 se Pištělka vrátil jako ruských legionář domů do Švábenic, kde se natrvalo usadil.
Po návratu zpracoval soubor dřevorytů pojmenovaných "Cestou domů", který vyšel v roce 1921. Stal se členem Svazu výtvarných umělců moravských a pravidelně obesílal jejich výstavy. V roce 1922 se Petr Pištělka oženil s Ludmilou Hejnou. V letech 1933–1935 podnikl studijní cesty na Balt, do jižního Srbska a Makedonie. Pro kostel ve Švábenicích namaloval rozměrný obraz slovanských světců Cyrila a Metoděje. Rovněž vytvořil několika dalších oltářních obrazů – v Olešnici, Žalkovicích, Želči a Višňové. Vyzdobil kostel sv. Cyrila a Metoděje v Brně–Židenicích a je rovněž autorem slunečních hodin a pamětní desky faráře Jana Vyhlídala na farní budově ve Švábenicích.
Petr Pištělka zemřel po dlouhé nemoci 22. července 1963 ve Švábenicích a pohřben je na místním hřbitově.